# Felsőmocsolád
Felsőmocsolád là một thị trấn thuộc hạt Somogy, Hungary. Thị trấn này có diện tích 16,51 km², dân số năm 2010 là 446 người, mật độ 27 người/km².